# La Jarrie-Audouin
La Jarrie-Audouin è un comune francese di 281 abitanti situato nel dipartimento della Charente Marittima nella regione della Nuova Aquitania.

## Società

### Evoluzione demografica
Abitanti censiti